# Jerry Lee Lewis (альбом)
Jerry Lee Lewis — дебютный студийный альбом американского певца, пианиста и композитора Джерри Ли Льюиса.
Пластинка включает в себя песню Льюиса «High School Confidential», написанную им специально для одноимённого фильма 1958 года, а также первый хит Льюиса «Crazy Arms» (1956). Альбом вышел в монофоническом звучании и явился третьей долгоиграющей грампластинкой, выпущенной на Sun Records. В 1989 году альбом был издан на компакт-диске.

## Список композиций
1. «Don’t Be Cruel» — 2:00
2. «Goodnight, Irene» — 2:52
3. «Put Me Down» — 2:06
4. «It All Depends» — 2:57
5. «Ubangi Stomp» — 1:44
6. «Crazy Arms» — 2:41
7. «Jambalaya» — 1:57
8. «Fools Like Me» — 2:48
9. «High School Confidential» — 2:27
10. «When the Saints Go Marching In» — 2:06
11. «Matchbox» — 1:40
12. «It’ll Be Me» — 2:12